# Wichita Falls
Wichita Falls (/ˈwɪtʃɪtɔː/ WITCH-i-taw) è un comune (city) degli Stati Uniti d'America e capoluogo della contea di Wichita nello Stato del Texas. La popolazione era di 104 553 abitanti al censimento del 2010, il che la rende la 35ª città più popolosa dello stato. È la principale città dell'area metropolitana di Wichita Falls, che comprende le contee di Archer, Clay e Wichita. Inoltre, il distretto centrale degli affari si trova cinque miglia (8 km) dalla Sheppard Air Force Base che ospita la più grande ala di addestramento tecnico dell'Air Force e il programma Joint Jet Pilot Training (ENJJPT) Euro-NATO, l'unico programma di addestramento al volo con equipaggio e gestione multinazionale del mondo creato per produrre piloti da combattimento sia per USAF e NATO.
Di particolare interesse è il Newby-McMahon Building (altrimenti noto come "il grattacielo più piccolo del mondo"), costruito nel centro nel 1919 e presente in  Ripley's Believe It or Not! di Robert Ripley.

## Geografia fisica
Secondo lo United States Census Bureau, la città ha una superficie totale di 186,9 km², dei quali 186,84 km² di territorio e 0,06 km² di acque interne (0,03% del totale).
Wichita Falls si trova circa 15 miglia (24 km) a sud al confine con l'Oklahoma, 115 miglia (185 km) a nord-ovest di Fort Worth e 140 miglia (230 km) a sud-ovest di Oklahoma City.

## Storia

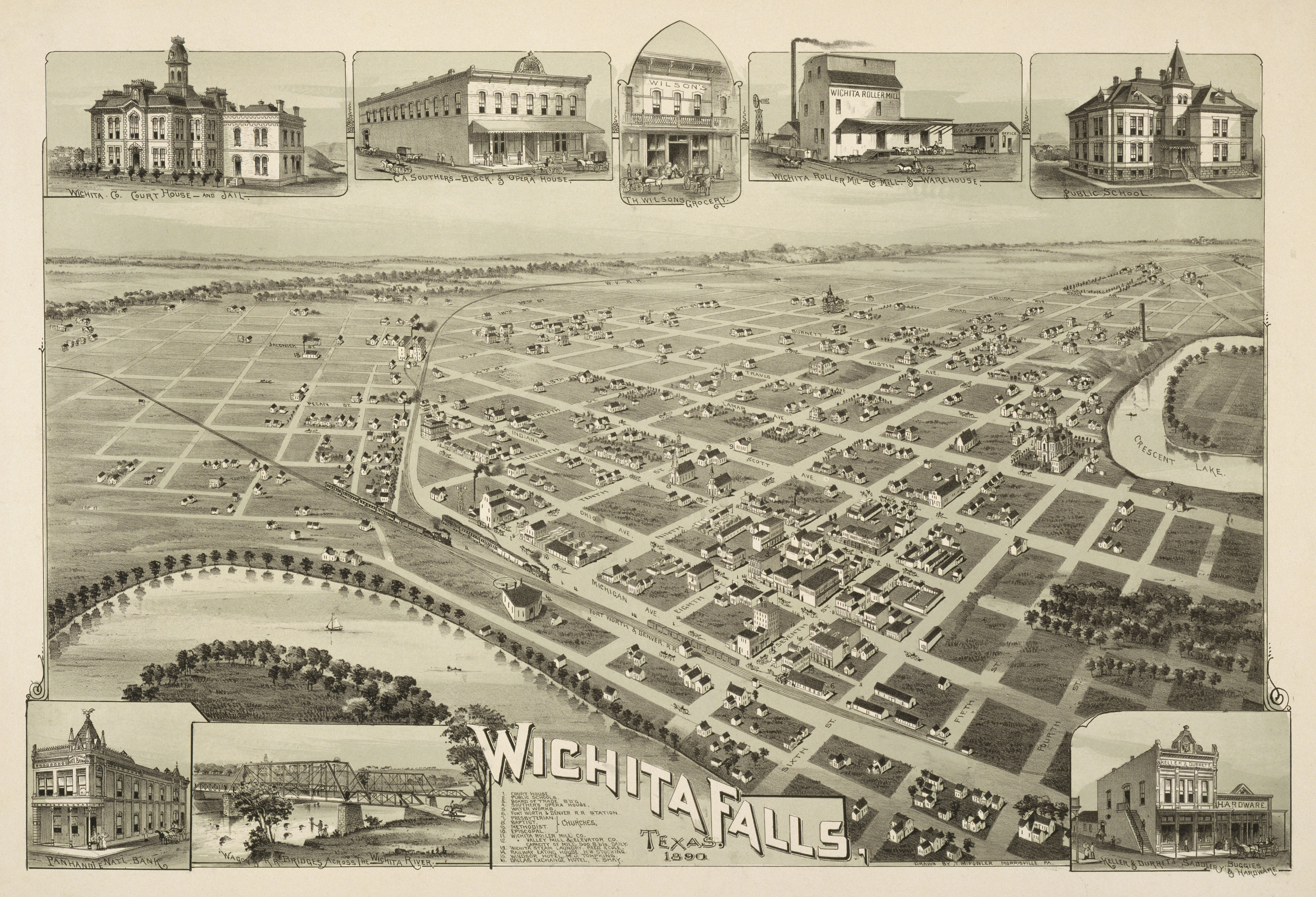
La mappa di Wichita Falls nel 1890

La città fu fondata da John Scott che acquisì la terra dove oggi sorge Wichita Falls dopo una partita di poker.

## Società

### Evoluzione demografica
Secondo il censimento del 2010, la popolazione era di 104 553 abitanti.

### Etnie e minoranze straniere
Secondo il censimento del 2010, la composizione etnica della città era formata dal 73,23% di bianchi, il 12,69% di afroamericani, l'1% di nativi americani, il 2,36% di asiatici, lo 0,09% di oceaniani, il 7,46% di altre razze, e il 3,17% di due o più etnie. Ispanici o latinos di qualunque razza erano il 18,91% della popolazione.